# Peter Robeson
Pour les articles homonymes, voir Robeson.
Peter David Robeson (né le 21 octobre 1929 et mort le 29 septembre 2018) est un cavalier britannique de saut d'obstacles.

## Carrière
Peter Robeson remporte la médaille de bronze par équipe aux Jeux olympiques d'été de 1956 à Stockholm et la médaille de bronze individuelle aux Jeux olympiques d'été de 1964 à Tokyo.